# 南瀛天文館

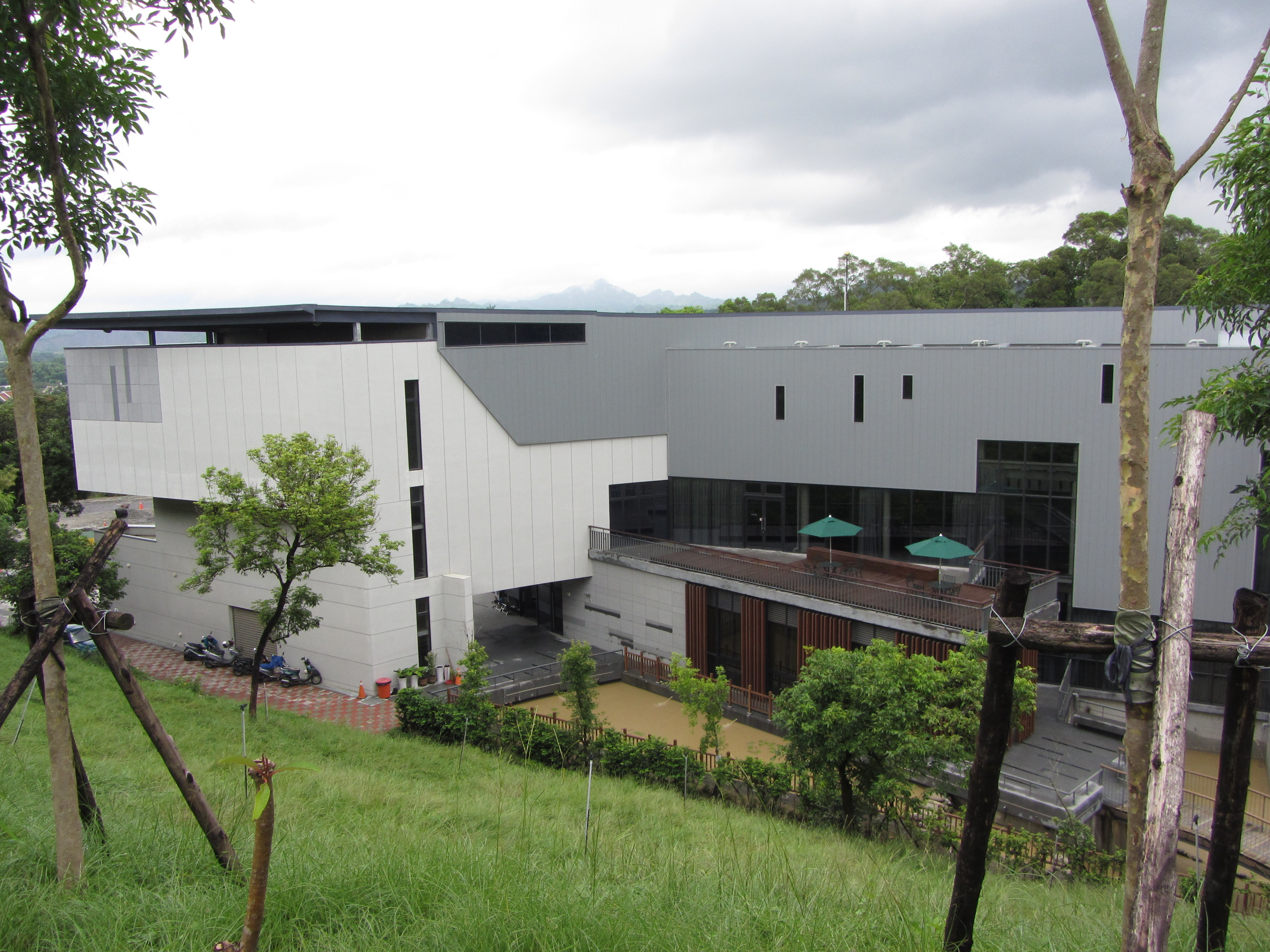
南瀛天文館展示館

南瀛天文館是位於台南市大內區的天文教育館，原為台南縣政府以天文推廣教育為主要目的而設立的「南瀛天文教育園區」，2010年縣市合併時改名為「南瀛天文館」，也和位於北區的臺南市兒童科學館合併為臺南市南瀛科學教育館。基地面積12公頃，設立於光害較少的二重溪公山上、近國道三號及台84線。始建於2000年，並於2007年1月1日對外營運。整個園區於2013年2月1日開始試營運，2013年6月29日正式開幕。

## 設施

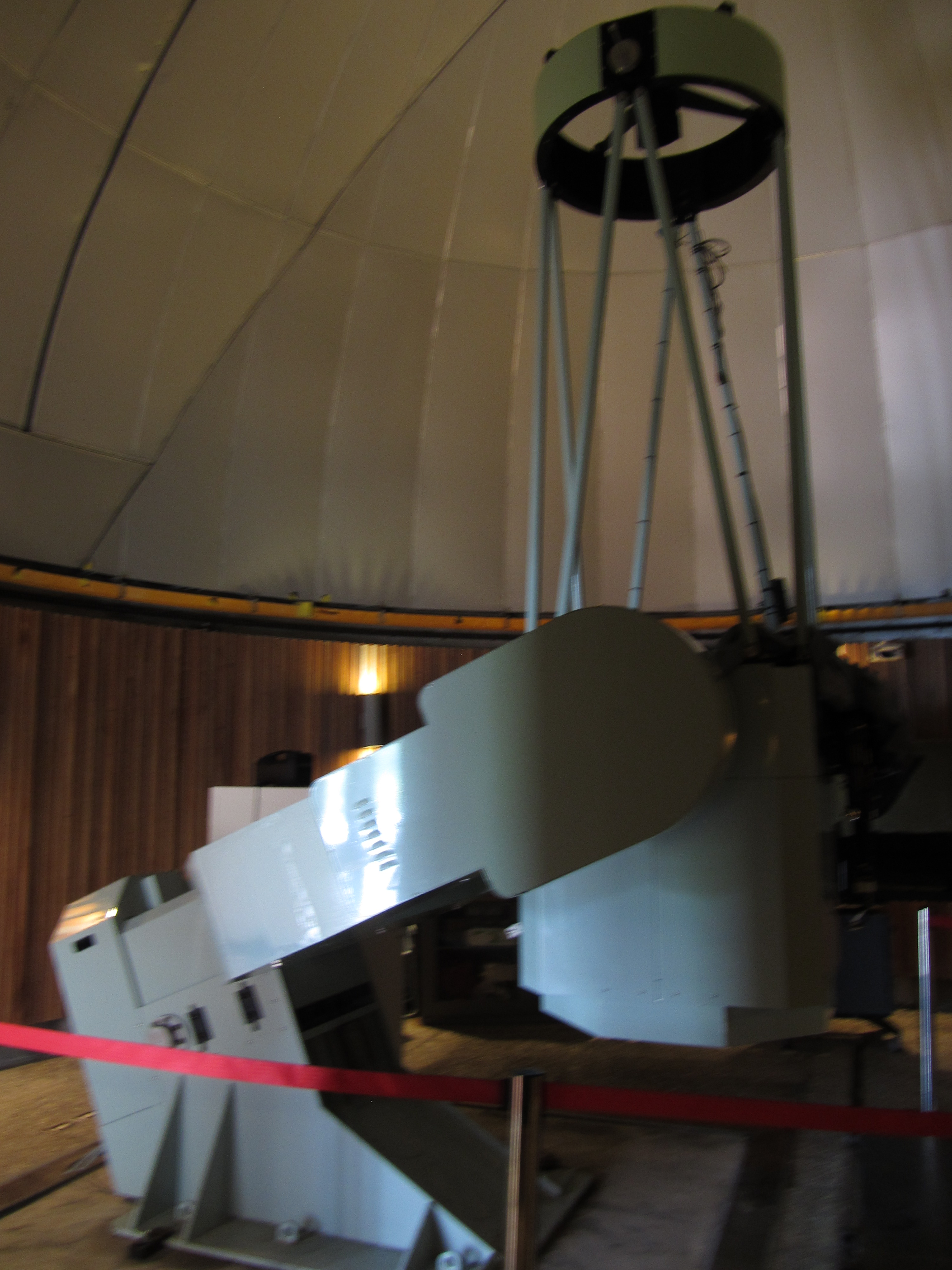
南瀛天文館口徑76公分牛頓望遠鏡

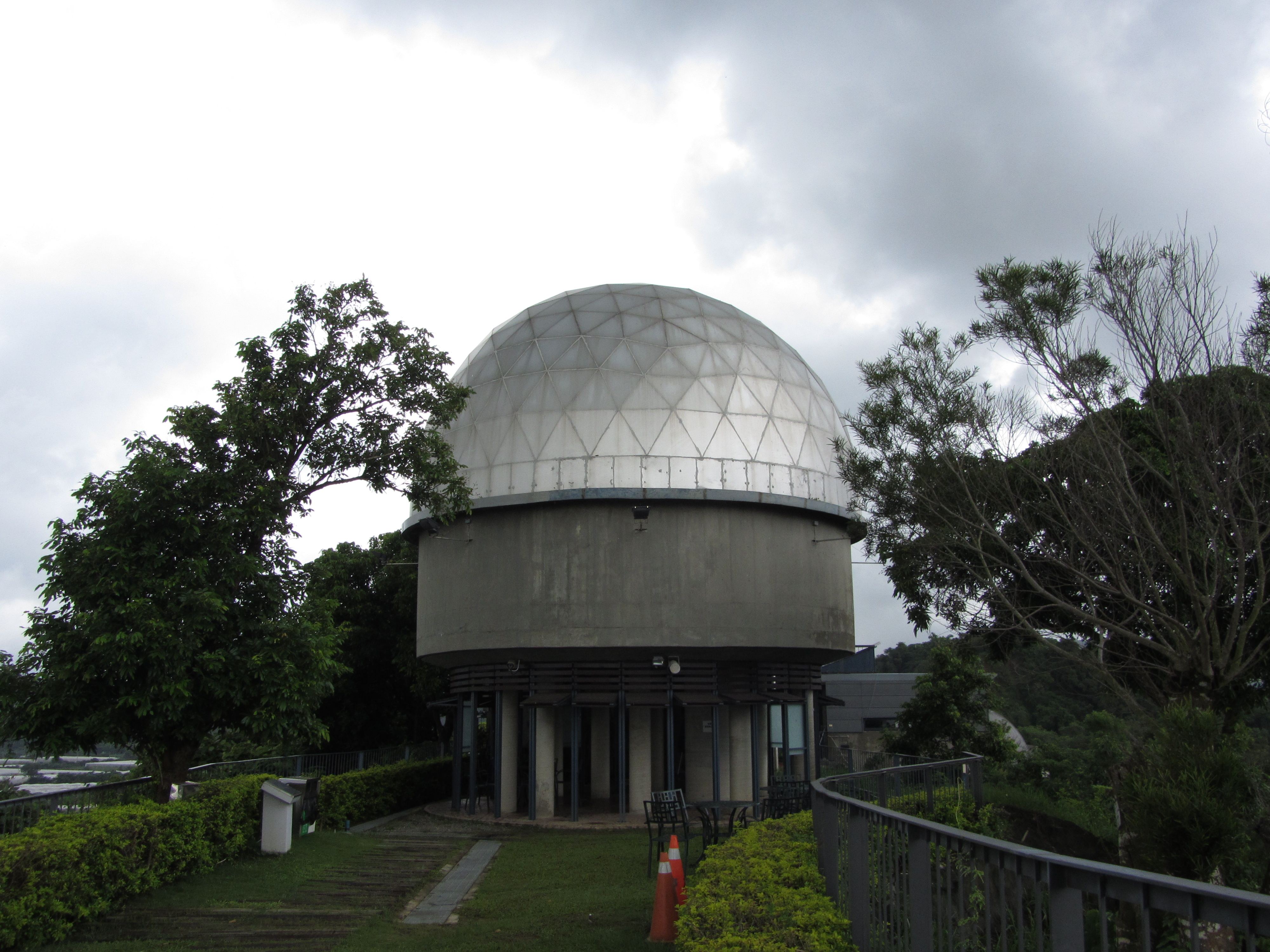
南瀛天文館觀測館圓頂觀測室

- 圓頂觀測室：全台灣最大的天文台圓頂，採用鋁塑複合板及碳60晶格結構
  - 76cm 牛頓望遠鏡：目前為台灣口徑第二大的天文望遠鏡，僅次於鹿林天文台的1m Cassegrain天文望遠鏡
- 平頂觀測室
  - 30cm 卡塞格林反射鏡
  - 25cm RC望遠鏡
- 天文教室：天文教室是目前南瀛天文館主要的研習活動所在地點，舉凡師天文知能研習、學生營隊上課地點、大眾天文講座、天文影片播放…等，皆在此地辦理。
- 圖書閱覽室：圖書閱覽室陳列各式專業的天文書籍與天文繪本，同時也有許多科普類的雜誌。牆上則展示天文繪畫競賽的優秀作品，另外擴音器會播放天文教學錄音帶。

## 交通資訊
- 開車：
  - 國道三號→善化交流道→市道178號→行駛約6.3公里即可到達

- 大台南公車：

| 編號            | 經營業者 | 路線                                       | 停靠站       |
| --------------- | -------- | ------------------------------------------ | ------------ |
| 山博行 假日公車 | 興南客運 | 左鎮化石園區－臺南水道博物館－南瀛天文園區 | 南瀛天文園區 |
| 橘幹線          | 興南客運 | 佳里－麻豆轉運站－善化轉運站－玉井         | 南瀛天文園區 |

### 來源
1. ↑  李文生. . 蕃新聞. yam 蕃薯藤. 2013-06-29  [2020-11-19] （中文（繁體））.

### 連結
- 南瀛天文館開放時間（页面存档备份，存于）

## 外部連結
- 官方网站
- 南瀛天文館的Facebook專頁
- 南瀛天文館的Instagram帳戶